# Katrien Partyka
Pour les articles homonymes, voir Partyka.
Katrien M.M.I. Partyka, née le 31 juillet 1973 à Tirlemont est une femme politique belge flamande, membre du CD&V.
Elle est licenciée en histoire et agrégée de l'enseignement secondaire supérieur.

## Fonctions politiques
- Échevine de Tirlemont.
- Députée fédérale du 10 juin 2007 au 12 mai 2010.
- Députée flamande au 25 mai 2014.